# 基本域
數學上，給出一個拓撲空間和在其上作用的群，一個點在群作用下的像是這個作用的一個軌道。一個基本域是這個空間的一個子集，包含了每個軌道中恰好一點。基本域具體地用幾何表現出抽象的軌道代表集。
構造基本域的方法有很多。一般會要求基本域是連通的，又對其邊界加上一些限制，例如是光滑或是多面的。基本域在群作用下的像，就會把空間密鋪。